# Натанаило (апостол)
Свети апостол Натанаило је хришћански светитељ. Он је био један од дванаест „великих“ апостола. Наука полази од тога да је Натанаило друго име апостола Вартоломеја, тј. пуно име би му било Натанаел Бар-Толмаи, Натанаило син Толмаја односно Толомеја. Натанаило помиње се као један од дванаесторице у Јовановом Јеванђељу, док се у осталим Јеванђелима помиње Вартоломеј. Натанаило на српски преведено значи Бог је дао, дар Божији, види српско име Божидар.